# Escape de paletas de pasadores

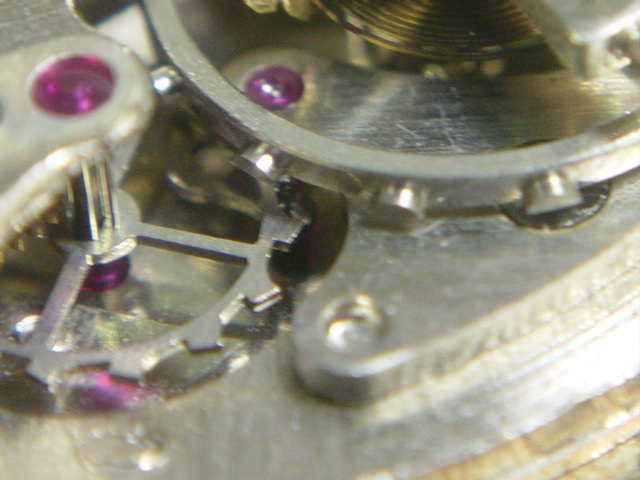
Escape de paletas de pasadores con joyas en un reloj, que muestra el perfil de los dientes del escape

Un escape de Roskopf, de palanca de pasadores o de paleta de pasadores es una versión económica y menos precisa del escape de palanca, que se utiliza en relojes mecánicos económicos, como despertadores, temporizadores de cocina, relojes de sobremesa y, hasta la década de 1970, los conocidos como relojes de palanca de pasadores. Fue popularizado por el relojero alemán Georges Frederic Roskopf en su "reloj proletario" de 1867, siendo inventado en 1798 por Louis Perron, de Besançon. Sería Jules Grossmann quien sugirió a Roskopf que lo utilizara en su reloj económico.

## Antecedentes

Imagen GIF de un mecanismo de escape de pasadores y paletas en funcionamiento en un reloj de sobremesa. Los pasadores y parte de la rueda de escape son visibles en la parte inferior central. La imagen está ralentizada para que el movimiento del mecanismo sea más fácil de ver

Un escape es el mecanismo de un reloj mecánico que da al volante regulador impulsos para mantenerlo en movimiento hacia adelante y hacia atrás, y libera los engranajes del reloj para avanzar una cantidad fija con cada oscilación de la rueda, moviendo así las manecillas hacia adelante a un ritmo constante. El escape de paletas de pasadores es similar al escape de áncora, que se utiliza en relojes de calidad, excepto en que los rubíes con los que se protegen del roce las paletas horizontales del áncora se reemplazan por pasadores metálicos verticales, y además se modifica la forma de los dientes de la rueda de escape.
El escape de paletas de pasadores se utilizó ampliamente porque tenía muchas de las ventajas del escape de áncora pero era más fácil de fabricar. Las paletas en un escape de áncora tradicional tienen dos caras en ángulo, la cara de bloqueo y la cara de impulso, que se acoplan a los dientes de la rueda de escape. Deben ajustarse a ángulos precisos para que el escape funcione correctamente. En el escape de paletas de pasadores, estas caras están diseñadas en la forma de los dientes de la rueda de escape, lo que elimina la necesidad de ajustes costosos. Sin embargo, los pasadores de metal utilizados en lugar de las paletas tienen una fricción mucho mayor que las paletas con rubíes y, combinado con las tolerancias de fabricación más flexibles, esto hizo que los relojes con paletas de pasadores fueran menos precisos. Los pasadores de metal también se desgastan más rápidamente. Los relojes con paletas de pasadores suelen ser demasiado baratos para justificar la reparación y, por lo general, se desechan cuando se rompen o se desgastan.

## Historia
Roskopf utilizó el escape en su proyecto visionario de fabricar un "reloj del trabajador", un reloj de bolsillo que se vendería por menos de una semana de salario de un obrero no cualificado. El innovador reloj Roskopf, que salió al mercado en 1876, ganó premios y fue ampliamente imitado, fabricándose en diversas formas hasta aproximadamente 1925. En los EE. UU., el escape se utilizó en los económicos relójes de dólar. El escape continuó utilizándose en relojes de pulsera baratos cuando estos se hicieron populares después de la Primera Guerra Mundial. Para mantener los costos bajos, los relojes con escapes de pasadores generalmente no tenían ningún rubí en su mecanismo, sino que usaban cojinetes de acero lisos, aunque a veces se incorporaba algún rubí con fines publicitarios. Una excepción fueron los relojes Timex y Oris que en la década de 1960 produjeron relojes con escapes de pasadores con numerosos rubíes. En 1980, los relojes de cuarzo económicos coparon el mercado de relojes de gama baja que los relojes con escape de pasadores habían dominado, y su producción se abandonó. La tecnología del cuarzo también ha ido sustituyendo gradualmente los últimos usos de los movimientos de escapes de pasadores en temporizadores y despertadores.

## Escape Brocot

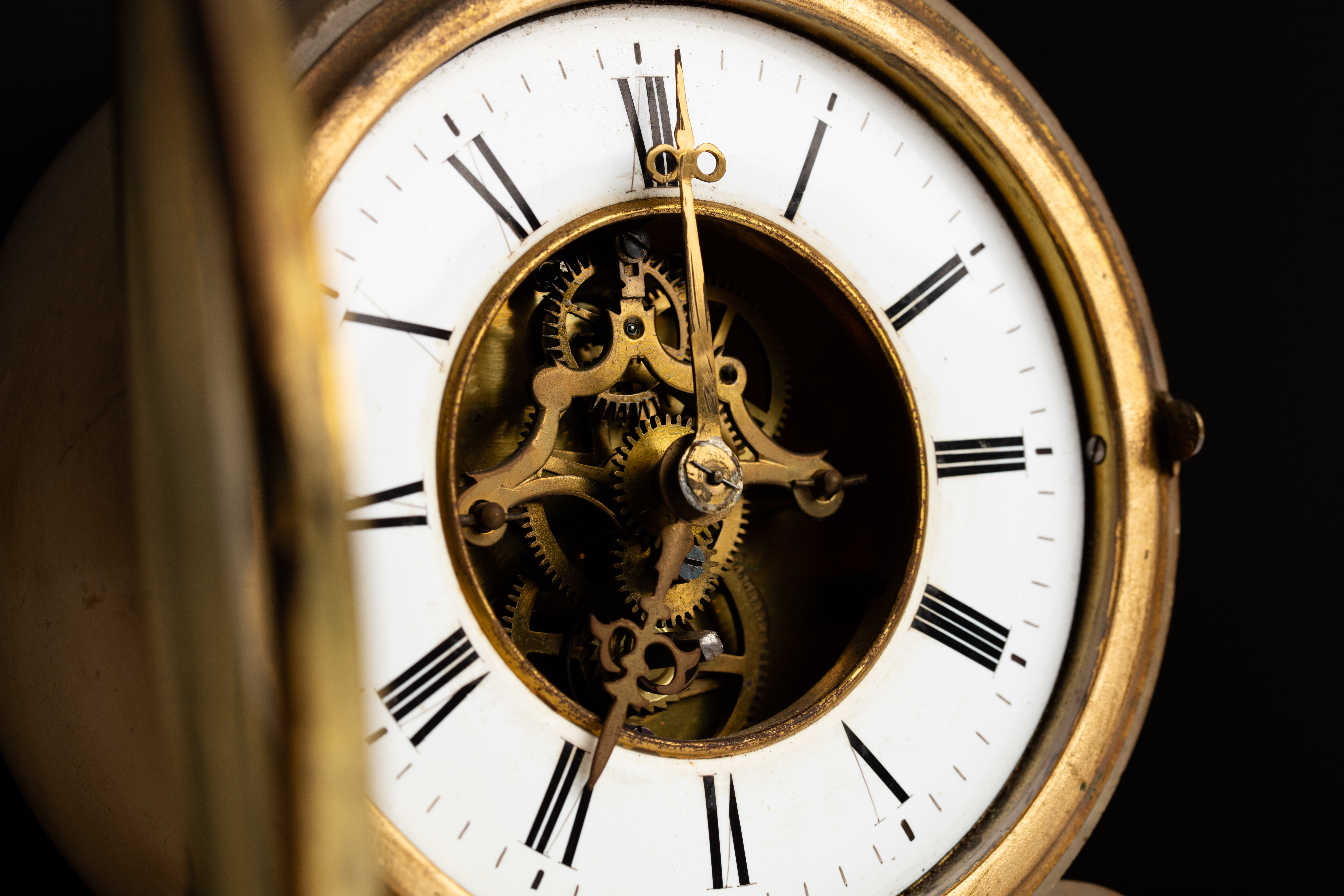
Reloj de sobremesa con escape Brocot

Otro escape también llamado "escape de paletas de pasadores", no relacionado con el Roskopf mencionado anteriormente, es el escape Brocot, inventado en 1823 por Louis-Gabriel Brocot y mejorado por su hijo Achille, que se utilizó en los relojes de péndulo franceses del siglo XIX. Es una variación del escape de áncora, en la que las paletas son pasadores semicirculares. En estos relojes, el escape suele mostrarse en una ventana circular que coincide con la mayor parte del centro de la esfera del reloj.